# Mount Deception (Alaska)
Der Mount Deception ist ein 3605 m hoher Berg in der Alaskakette in Alaska (USA).

## Geografie
Der Berg befindet sich im Denali-Nationalpark knapp 26 km ostnordöstlich vom Denali. Mount Deception liegt zwischen den beiden höheren Bergen Mount Mather (6,21 km nordöstlich) und Mount Silverthrone (8,54 km südwestlich). Die Südwestflanke wird vom Eldridge-Gletscher entwässert, die Nordostflanke vom Brooks-Gletscher. 

## Geschichte
Am 18. September 1944 wurde eine Douglas DC-3/C-47A-90-DL der US-amerikanischen Northwest Airlines, betrieben von den United States Army Air Forces (USAAF) (43-15738) aus einer Flughöhe von 3650 Metern heraus gegen den Mount Deception geflogen, möglicherweise begünstigt durch einen Abwind. Die Piloten waren auf dem Flug von Anchorage nach Fairbanks (beides in Alaska) 56 Kilometer vom Kurs abgewichen. Durch diesen CFIT (Controlled flight into terrain) wurden alle 19 Insassen getötet, drei Besatzungsmitglieder und 16 Passagiere. Eine Suchexpedition bestehend aus Bradford Washburn, Elmo G. Fenn, James E. Gale und Richard O. Manuel bestieg daraufhin am 13. November 1944 den Mount Deception über den Südwestgrat und gaben dem Berg seinen heutigen Namen.